# Constanța Burcică-Pipotă
Constanța Burcică-Pipotă, született Pipotă, férjezett neve Burcică (Sohatu, 1971. március 15. –) olimpiai és világbajnok román evezős.

## Pályafutása
Az 1992-es barcelonai olimpián ezüstérmet szerzett társaival négypárevezősben. 1996-ban, 2000-ben és 2004-ben sorozatban háromszor olimpiai bajnok lett könnyűsúlyú kétpárevezős versenyszámban. Atlantában Camelia Macoviciuc, Sydneyben és Athénban Angela Alupei volt a társa. A 2008-as pekingi olimpián nyolcasban bronzérmet szerzett. Egy-egy világ- és Európa-bajnoki aranyérmet szerzett.

## Sikerei, díjai
- Olimpiai játékok
  - aranyérmes (3): 1996, Atlanta, 2000, Sydney, 2004, Athén (könnyűsúlyú kétpárevezős)
  - ezüstérmes: 1992, Barcelona (négypárevezős)
  - bronzérmes: 2008, Peking (nyolcas)
- Világbajnokság – nyolcas
  - aranyérmes: 1990
- Európa-bajnokság – nyolcas
  - aranyérmes: 2008